# Yanoman
Yanoman Co. Ltd est une société japonaise de jeux basée à Tokyo, fondée en 1959.
Historiquement une société spécialisée dans les puzzles, elle s'est diversifiée dans plusieurs domaines, dont l'industrie du jeu vidéo.

## Liste de jeux
- série Aretha (1990-1995, Game Boy, Super Nintendo)
- Nobunaga Kouki (1993, Super Nintendo)
- Trinea (1993, SNES)
- Soccer Kid (1993, SNES)
- FEDA: Emblem of Justice (1994, SNES)
- Penta Dragon (1992, Game Boy)